# آخرین بازمانده از ما: رؤیای آمریکایی
آخرین بازمانده از ما: رؤیای آمریکایی (به انگلیسی: The Last of Us: American Dreams) یک مجموعه کمیک چهار شماره ای است که بر اساس بازی ویدیویی آخرین بازمانده از ما ساخته شده‌است. این کمیک توسط نویسنده خلاق بازی آخرین بازمانده از ما نیل دراکمن و کاریکاتوریست Faith Erin Hicks و تصاویر از هیکس و رنگ آمیزی از راشل روزنبرگ نوشته شده‌است. این مجموعه توسط دارک هورس کامیکس بین آوریل و ژوئیه ۲۰۱۳ منتشر شد، و یک نسخه کالکشن در اکتبر ۲۰۱۳ منتشر شده‌است.
مثل بازی، کمیک در ایالات متحده در یک دنیای آخرالزمانی جریان دارد و موجودات زامبی مانند آلوده به قارچ جهش یافته سرچماقی‌ها حمله می‌کنند. کمیک‌ها پیش‌درآمدی از بازی هستند و سفر الی جوان و دیدار او با یک بازمانده جوان دیگر، رایلی ابل را شرح می‌دهند. نیل دراکمن، شخصیت الی را بخاطر تولد منحصر به فرد و تربیت وی در جهان آخرزمانی، انتخاب کرد. هیکس پس از کشف نقش الی در بازی، با در نظر گرفتن شخصیت او به عنوان یک نقش غیرمعمول در یک بازی ترسناک بقا، به این پروژه پیوست. سبک هنری کمیک متفاوت از سبک هنری بازی است که هیکس آن را برای ایجاد احساس و هویت منحصر به فرد به کمیک، انتخاب کرد.
به‌طور کلی، این کمیک نقدهای مثبتی دریافت کرد و منتقدان از رشد و مهارت شخصیت پردازی نیل دراکمن و سادگی تصاویر هیکس، ستایش کردند. همچنین این مجموعه از نظر تجاری با موفقیت همراه بود و برخی از شمارها بخاطر تقاضای زیاد، نیاز به تجدید چاپ داشتند.

## شماره‌ها
- Druckmann, Neil, Hicks, Faith Erin (w), Hicks, Faith Erin (a), Rosenberg, Rachelle (col), Robins, Clem (let), Edidin, Rachel, Wright, Brendan (ed). The Last of Us: American Dreams #1 (April 3, 2013), Dark Horse Comics
- Druckmann, Neil, Hicks, Faith Erin (w), Hicks, Faith Erin (a), Rosenberg, Rachelle (col), Robins, Clem (let), Edidin, Rachel, Wright, Brendan (ed). The Last of Us: American Dreams #2 (May 29, 2013), Dark Horse Comics
- Druckmann, Neil, Hicks, Faith Erin (w), Hicks, Faith Erin (a), Rosenberg, Rachelle (col), Robins, Clem (let), Edidin, Rachel, Wright, Brendan (ed). The Last of Us: American Dreams #3 (June 26, 2013), Dark Horse Comics
- Druckmann, Neil, Hicks, Faith Erin (w), Hicks, Faith Erin (a), Rosenberg, Rachelle (col), Robins, Clem (let), Edidin, Rachel, Wright, Brendan (ed). The Last of Us: American Dreams #4 (July 31, 2013), Dark Horse Comics